# Емма Циммер
Емма Анна Марія Циммер, уроджена Мецель (нім. Emma Anna Maria Zimmer (Mezel); 14 серпня 1888, Шлюхтерн — 20 вересня 1948, Гамельн) — нацистська військова злочинниця.

## Біографія
З 1939 по 1942 роки — старша наглядачка в концентраційному таборі Равенсбрюк. З 1 липня 1941 — член НСДАП. У жовтні 1942 року переведена в табір смерті Аушвіц-Біркенау. Відома через жорстоке й навіть садистське поводження з ув'язненими. До кінця війни була звільнена з усіх займаних посад, ймовірно, за віком або через хронічний алкоголізм.
21 липня 1948 британський військовий трибунал (2—21 липня 1948) в Гамбурзі визнав Емму Анну Марію Циммер винною за звинуваченням у катуваннях ув'язнених і відборі їх для знищення в газових камерах і засудив її до страти — скарати на горло. Вирок виконано 20 вересня 1948 року в Гамельні.

## Нагороди
- Хрест Воєнних заслуг 2-го класу з мечами (15 вересня 1943)